# Rego (Portugal)
Rego is een plaats (freguesia) in de Portugese gemeente Celorico de Basto en telt 1 184 inwoners (2001).

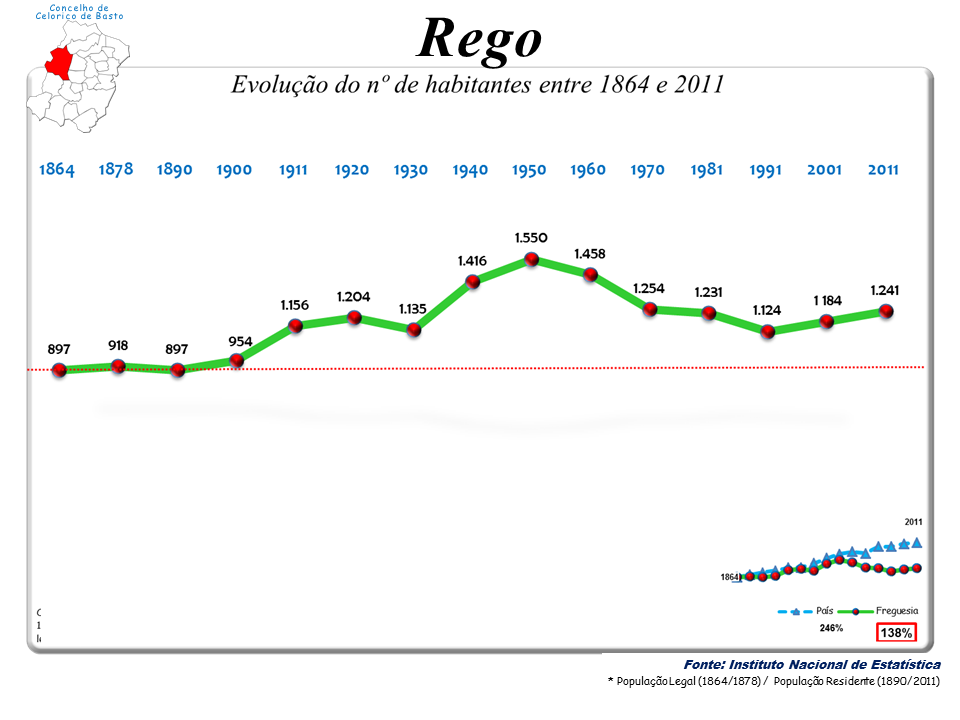
Bevolkingsontwikkeling tussen 1864 en 2011